# Инджекьой
Инджекьой (на турски: Yenice) е село в Източна Тракия, Турция, Околия Бунархисар, Вилает Лозенград.

## География
Инджекьой се намира в южното подножие на Странджа, източно от вилаетския център Лозенград (Къркларели) и северозападно от Бунархисар.

## История
В XIX век Инджекьой е смесено българо-гръцко село в Бунархисарска кааза на Одринския вилает на Османската империя. Според „Етнография на вилаетите Адрианопол, Монастир и Салоника“, издадена в Константинопол в 1878 година и отразяваща статистиката на населението от 1873 година, Инджекьой (Indjekeui) има 300 домакинства и 784 българи и 650 гърци.
В началото на ΧΧ век Инджекьой е село с гръцко население и малко българи.
При избухването на Балканската война в 1912 година двама души от Индже кьой са доброволци в Македоно-одринското опълчение.

## Личности
Родени в Инджекьой
- Коста Николов, македоно-одрински опълченец, 2 рота на лозенградска партизанска дружина[4]
- Илия Щерев, македоно-одрински опълченец, 3 рота на 11 сярска дружина[5]